# أغار
الأغار (ملاحظة 1) (بالإنجليزية: Agar)‏ هي مادة شائعة الاستخدام في المختبرات في تركيب مستنبتات الأحياء الدقيقة وغيرها وكذلك في الصناعة، وتستخدم في الأطعمة حيث تدخل في تركيب المثلجات.
حيث أن إضافة كمية منه تؤدي إلى تغلظ القوام للمادة السائلة. وبزيادة الكمية تتحول المادة السائلة إلى الحالة الصلبة في درجة حرارة الغرفة وتنصهر عند درجة حرارة 50 مئوية تقريبا حيث يزول تأثير الأغار على المادة وتصبح المادة في حالتها الطبيعية (السائلة).
يستخرج الأغار من الطحالب الحمراء البحرية. وهي تستخدم بديلًا للجيلاتين الحيواني.
الأغار من الناحية الكيميائية مبلمر يتألف من جزيئات الجالكتوز.
يتصف الأغار بخاصية التلاكؤ، حيث أن درجة انصهاره نحو 85 درجة مئوية، بينما يتجمد في درجة حرارة بين 32 و40 درجة مئوية.

## آغار البروسيلا
آجار البروسيلا (بالإنجليزية: Brucella agar )‏ هي شكل من أشكال الأجار يستخدم لزراعة أنواع من البروسيلا .

## هوامش
- ملاحظة 1 الأغار (من لغة الملايو: agar-agar) المرادفات: الأَغْرَة[3][4] أو عَصِيْدة نباتيَّة[5] أو الأقَر[6] أو آجار.[7]